# Vultulf
Vultulf (en gotique : 𐍅𐌿𐌻𐌳𐌿𐌻𐍆, et en latin : Vultulfus ou Vuldulfus), également connu sous le nom de Wuldulf (né vers 320-330 et mort en 371), est un roi des Ostrogoths de la dynastie des Amales régnant au IVe siècle.

## Biographie
Chef des Greutungen de Scythie, il succède à son père Achiulf (pt).

## Famille

### Mariage et enfants
De son union avec une femme inconnue (fille du roi Gébéric selon certaines sources), il eut :
- Valaravans (pt).